# The Jazz Singer (trilha sonora)
The Jazz Singer é um álbum de Neil Diamond, lançado em 1980.